# بزنت
بزنت (به فرانسوی: Bézenet) یک کمون در فرانسه است که در canton of Montmarault واقع شده‌است. بزنت ۹٫۹۴ کیلومتر مربع مساحت دارد ۳۴۲ متر بالاتر از سطح دریا واقع شده‌است.